# Polyrhachis consimilis
Polyrhachis consimilis é uma espécie de formiga do gênero Polyrhachis, pertencente à subfamília Formicinae.